# Cibolo
Cibolo é uma cidade localizada no estado norte-americano do Texas, no Condado de Bexar e Condado de Guadalupe.

## Demografia
Segundo o censo norte-americano de 2000, a sua população era de 3035 habitantes.
Em 2006, foi estimada uma população de 10.085, um aumento de 7050 (232.3%).

## Geografia
De acordo com o United States Census Bureau tem uma área de 13,8 km², dos quais 13,8 km² cobertos por terra e 0,0 km² cobertos por água.

## Localidades na vizinhança
O diagrama seguinte representa as localidades num raio de 8 km ao redor de Cibolo.